# 派生
派生（はせい）とは、一つの物から新しい物が生まれること。外来語では、スピンオフ と表現され現在一般的に使われている。
特に言語学においては、ある語から別の語（意味あるいは品詞を異にする）を生じることをいう。
派生語は、接辞が内容形態素に付加することで構成される。また言語によっては音交替（母音交替・子音交替）や重畳などもある。
同じ語の範囲内で文法的関係が変化することは屈折という。また、2つ以上の内容形態素が結合することを複合といい、複合で出来た語を複合語という。派生語も複合語も、同じ合成語の下位分類である。

## 派生接辞の例
- 形容詞の名詞化：日本語の"-さ"、英語の"-ness"など
- 形容詞の副詞化：英語の"-ly"など（日本語では形容詞の連用形"-く"として扱う）
- 反復：日本語"再"、英語"re-"など
- 名詞の動詞化：日本語では一般的ではないが活用語尾"-る"が使われることがある（ダブる、サボる等）。英語では"-ize"等。